# Takashi Mizunuma
Takashi Mizunuma, född 28 maj 1960 i Saitama prefektur, Japan, är en japansk tidigare fotbollsspelare.